# Morelos, San Francisco Cahuacuá
Morelos är en ort i Mexiko.   Den ligger i kommunen San Francisco Cahuacuá och delstaten Oaxaca, i den sydöstra delen av landet, 300 km sydost om huvudstaden Mexico City. Morelos ligger 1 267 meter över havet och antalet invånare är 157.
Terrängen runt Morelos är huvudsakligen kuperad, men åt nordväst är den bergig. Morelos ligger nere i en dal. Runt Morelos är det mycket glesbefolkat, med 3 invånare per kvadratkilometer. Närmaste större samhälle är San Antonio Huitepec, 18,7 km öster om Morelos. I omgivningarna runt Morelos växer huvudsakligen savannskog.